# Fritz X

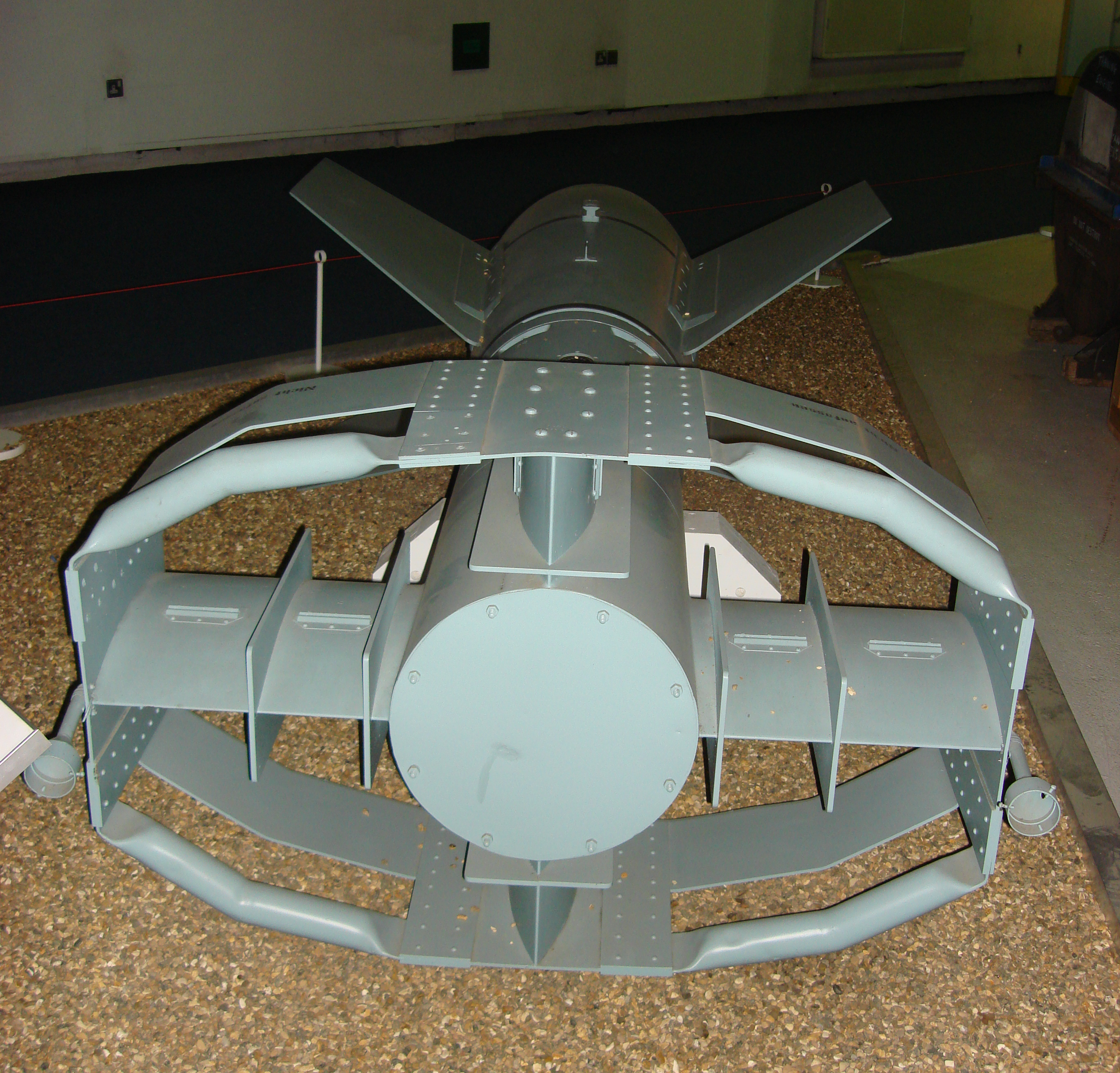
Fritz X

Fritz X war der gebräuchlichste Name einer ferngelenkten Fallbombe, die im Zweiten Weltkrieg unter Federführung von Max Kramer von der deutschen Firma Ruhrstahl entwickelt wurde. Die Waffe wurde nach Sicht manuell mit einer Funkfernsteuerung ins Ziel geführt (heute als MCLOS bezeichnet) und war für den Einsatz gegen Schiffsziele konzipiert, kam aber auch gegen Landziele zum Einsatz.
Die Fritz X war die erste in Serienproduktion hergestellte Lenkbombe der Welt und gilt somit als einer der Vorgänger von Seezielflugkörpern bzw. präzisionsgelenkter Munition.

## Entwicklungsgeschichte
Max Kramer von der DVL experimentierte bereits ab Ende der 1930er-Jahre mit ferngelenkten freifallenden Bomben von 250 kg Masse. Im Jahre 1940 wurde die Ruhrstahl AG in die Entwicklung mit einbezogen.
Die ersten Versuche fanden mit der Sprengbombe SD 1400 (Splitterbombe, dickwandig, 1400 kg) statt, dann wurde die PC 1400 verwendet. Andere Bezeichnungen für die Bombe waren X-1, Ruhrstahl SD 1400 X, PC 1400X oder FX 1400; von letzterer leitet sich auch der Name Fritz X ab. Das X steht dabei für die in der X-Form angeordneten Leitflächen.

## Grundsätzlicher technischer Aufbau
Die Fritz X wurde auf Basis der Panzersprengbombe PC 1400 (Panzerbombe, Cylindrisch, 1400 kg) entwickelt. Diese war mit ihrer Dickwandigkeit speziell für den Einsatz gegen gepanzerte Kriegsschiffe zum Durchschlagen von bis zu 20 cm starken Panzerplatten entwickelt worden. Sie bekam nun eine aerodynamisch günstiger gestaltete Spitze, vier Stummelflügel mit einer Spannweite von 1,40 m und ein kastenförmiges Leitwerk. Am Heck waren innerhalb des Leitwerks fünf Leuchtsätze angebracht, die als Hilfsmittel bei der Zielansteuerung dienten. Die Farbe der Leuchtsätze war wählbar, damit die Bombenschützen die in der Luft befindlichen Fritz X unterscheiden konnten. Zudem waren für Dämmerungseinsätze schwächer leuchtende Leuchtsätze vorgesehen. Eine Kreiselsteuerung diente zur Stabilisierung der Längsachse und ein Fernlenkempfänger zur Ansteuerung der Höhen- und Querruder. Über eine Funkfernsteuerung mit 18 Kanälen im Frequenzbereich um 50 MHz, bestehend aus dem Sender FuG 203 (Deckname „Kehl“; an Bord des Flugzeugs) und dem Empfänger FuG 230 „Straßburg“ (im Flugkörper), wurde der Flugkörper vom Trägerflugzeug aus ins Ziel gelenkt. Dabei sendete man zur Täuschung der gegnerischen Seite auch auf nicht benutzten Frequenzen. Als Alternative zur Funksteuerung wurde eine Drahtlenkung (je zwei 8-km-Drahtspulen in Flugzeug und Lenkbombe) entwickelt, um bei gegnerischer Funkstörung einsatzbereit zu sein. Wirksame Funkstörung wurde jedoch nicht beobachtet.
Eine andere Zielführung, die nur bis zur Erprobung kam, war das System „Radieschen“, mit dem die Fritz X eigenständig Sendeeinrichtungen wie britische „Chain Home“-Radarstationen ansteuern sollte. Es war somit ein Vorläufer der HARM-Flugkörper. Zusätzlich wurde die „FB“(Fernsehbild)-Steuerung („Tonne“/„Seedorf“-Anlage) entwickelt, mit der das Bild einer Kamera („Tonne“) in der Fritz X per Funk zum „Seedorf“-Fernsehempfänger im Flugzeug übertragen wurde, um so eine Zielführung zu ermöglichen.

## Trefferwahrscheinlichkeit
Bei Versuchsabwürfen in Peenemünde und anschließend in Foggia traf man mit der Fritz X bei 40 Abwürfen aus 4000 bis 8000 m Höhe zu 50 % in einen Kreis von 14 m (CEP50 = 14 m). Alle funktionstüchtigen Fritz X schlugen in einen Kreis von 26 m Durchmesser ein.

## Technische Vorgehensweise beim Einsatz
Der Bombenschütze musste die Waffe über einen sogenannten „Kommandogeber mit einem beweglich gelagerten Lenkstab“ (ähnlich den heutigen Joysticks) stets mit dem Ziel in Deckung halten. Dies hatte den Nachteil, dass – im Gegensatz zu Gleitbomben wie der Henschel Hs 293 – das Ziel überflogen werden musste. Der Beobachter bestimmte mit einem herkömmlichen Lotfe-7D-Bombenzielgerät („Lotfernrohr“) den Abwurfzeitpunkt. Nach dem Ausklinken der Fritz X musste der Flugzeugführer in den Steigflug übergehen, um das Flugzeug passend zu verlangsamen, damit es bis zum Moment des Einschlages – ca. 30–40 Sekunden nach Abwurf – über dem Ziel flog und der Beobachter den Leuchtsatz zur Nachführung optimal verfolgen konnte. Dies machte das angreifende Flugzeug gegenüber schweren Flugabwehrkanonen theoretisch verwundbar, Verluste in dieser Phase sind aber nicht bekannt.

## Einsatz
Die Fritz X kam am 29. August 1943 zur Truppe. Bereits am 9. September 1943 konnte die Luftwaffe ihren größten Erfolg mit dieser Waffe verbuchen: Nach dem Waffenstillstand der Alliierten mit Italien lief die italienische Flotte aus La Spezia aus und nahm Kurs auf Malta, um sich den Alliierten zu ergeben. Zwölf Kampfflugzeuge Dornier Do 217 der III. Gruppe des Kampfgeschwaders (KG) 100 starteten mit je einer Fritz X an Bord von Marseille in Südfrankreich aus, um den Verband anzugreifen. Das Flaggschiff der italienischen Flotte, die Roma, ein Schlachtschiff der Littorio-Klasse mit 43.624 Tonnen, erhielt zwei Treffer und sank nach einer Explosion. Der erste Treffer traf das Heck und durchschlug den Schiffsboden, vermutlich ohne zu detonieren. Der zweite, folgenreiche Treffer traf mittschiffs eine Munitionskammer, woraufhin eine gewaltige Detonation das Schiff in zwei Teile zerriss und zu dessen Untergang führte. Dabei starb ein großer Teil der Besatzung (1393 Mann), darunter der Admiral Carlo Bergamini; 595 Männer überlebten. Das Schwesterschiff Italia wurde beschädigt. Die Suche nach der Untergangsstelle der Roma verlief lange Zeit erfolglos. In einer Pressemitteilung vom 28. Juni 2012 teilte die italienische Marine mit, dass ein Unterwasserroboter das Wrack der Roma in rund tausend Metern Tiefe rund 16 Seemeilen vor der Nordküste Sardiniens gefunden habe.

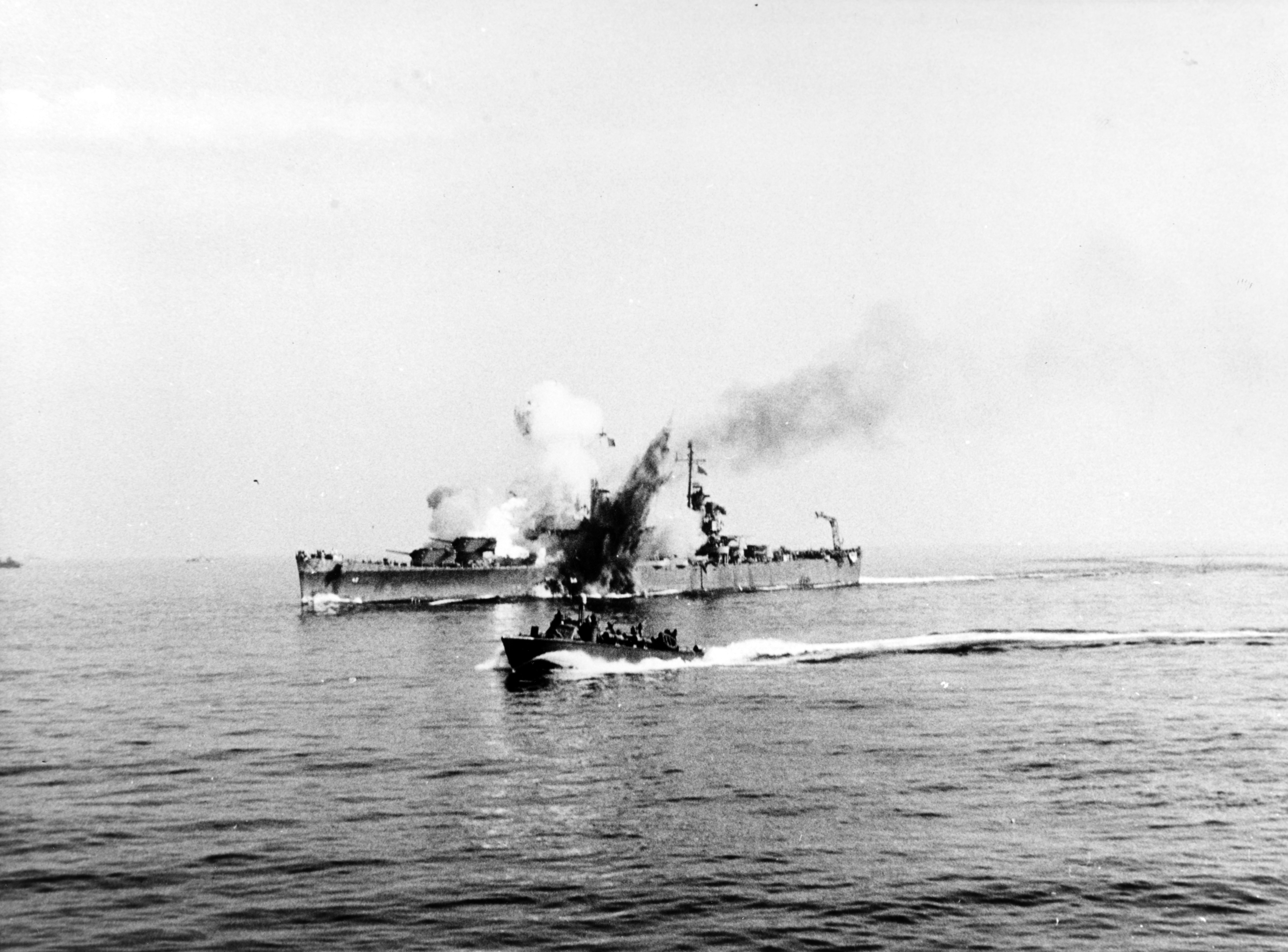
Treffer einer „Fritz X“-Lenkbombe auf der Savannah am 11. September 1943 vor Salerno während der Operation Avalanche

Eine Fritz X wurde auf das Nonnenkloster der Stadt Cospicua auf der Insel Malta abgeworfen, in der sich ein Teil der Docks und des Stützpunkts der britischen Marine befanden.
Im Rahmen der Invasionsabwehr im August 1944 wurden erstmals auch Fritz X gegen Brückenziele eingesetzt, der Erfolg während der Invasion in Nordfrankreich blieb jedoch aufgrund der starken Jägerbedrohung aus. Die letzten Einsätze mit der Fritz X erfolgten im April 1945 gegen die Oderbrücken.
Bei 22 Einsätzen wurden vom KG 100 bis zum 30. April 1944 insgesamt 108 Fritz X mitgeführt, davon wurden 60 am Ziel geworfen (44 funktionierten, 16 technische Versager). Von den 44 eingesetzten funktionstüchtigen Exemplaren erzielten 14 Volltreffer, 7 wirkungsvolle Nahtreffer, 13 Fehlwürfe und 10-mal wurde die Trefferlage nicht beobachtet.
Bei der Einnahme des Flugplatzes Foggia in Süditalien fielen den Alliierten am 27. September 1943 Fritz X in die Hände, was der deutschen Seite aber unbekannt blieb.
Insgesamt wurden etwa 2500 Fallbomben gebaut. Davon kam aber nur ein geringer Teil zum Fronteinsatz, da sich die alliierte Luftüberlegenheit und vor allem das Fehlen von geeigneten deutschen Trägerflugzeugen wie beispielsweise der He 177 erschwerend auf den Einsatz dieser an sich wirkungsvollen Waffe auswirkte.

## Schiffstreffer
Weitere Schiffe, die im Laufe des Krieges von Fritz X beschädigt oder versenkt wurden, waren:
- das britische Schlachtschiff Warspite
- der US-amerikanische Kreuzer Philadelphia
- der US-amerikanische Kreuzer Savannah
- der britische Kreuzer Uganda
- der britische Kreuzer Spartan (versenkt)
- der britische Zerstörer Janus (versenkt durch Fritz X oder Henschel Hs 293 oder konventionellen Torpedo)
- das Hospitalschiff Newfoundland (versenkt)
- das italienische Schlachtschiff Roma (versenkt)